# Предраг Ранђеловић (фудбалер, 1976)
Предраг Ранђеловић (13. септембар 1976) је бивши српски фудбалер. Играо је на позицији нападача.

## Каријера
Након играња у Србији, Ранђеловић одлази у Русију 1999. године и потписује за Анжи из Махачкале. Тамо је био две године, а касније је играо још и за ЦСКА Москву и Зенит Санкт Петербург.
У лето 2008. одлази у Рудар из Пљеваља. Ту остаје наредне две и по године, и постиже 40 голова у Првој лиги Црне Горе. У зиму 2011. одлази у Могрен. У зимском прелазном року 2012. вратио се у Србију и потписао за Слободу из Ужица.